# 秋道智彌
秋道 智彌（あきみち ともや、1946年4月23日 - ）は、日本の人類学者。総合地球環境学研究所名誉教授、国立民族学博物館名誉教授。総合研究大学院大学名誉教授。専攻は生態人類学、海洋民族学、民族生物学。

## 経歴
1946年、京都府京都市で生まれた。洛星高等学校を経て、京都大学理学部動物学科に進学。1968年に卒業し、東京大学大学院理学研究科人類学専攻に進んだ。1977年、博士課程を修了。
修了後は、国立民族学博物館助手となり、後に助教授、教授昇格。民族文化研究部長を務めた。1986年、学位論文『パプア低地・ギデラ族の小児の発育におよぼす環境要因の生態学的研究』を東京大学に提出して理学博士号を取得。
2002年、総合地球環境学研究所教授に転じた。2016年に開館した山梨県立富士山世界遺産センターの所長も務める。
委員ほか
- 海洋政策研究所名誉研究員[6]

## 受賞・栄典
- 1998年：大同生命地域研究奨励賞を受賞。

## 研究内容・業績
専門は人類学のうち文化人類学。日本、東南アジア、オセアニアを中心に漁撈民を中心とした生態人類学的調査・研究活動を行っている。

## 著作
単著
- 『魚と文化：サタワル諸島民族魚類誌』海鳴社 1984
- 『海人の民族学』NHKブックス 1988
- 『アユと日本人』丸善ライブラリー 1992
- 『クジラとヒトの民族誌』東京大学出版会 1994
- 『海洋民族学』東京大学出版会 1995
- 『なわばりの文化史：海・山・川の資源と民俗社会』小学館 1995
- 『コモンズの人類学 文化・歴史・生態』人文書院 2004
- 『クジラは誰のものか』ちくま新書 2009
- 『コモンズの地球史：グローバル化時代の共有論に向けて』岩波書店 2010
- 『生態史から読み解く環・境・学」なわばりとつながりの知』昭和堂 2011
- 『漁撈の民族誌 東南アジアからオセアニアへ』昭和堂 2013
- 『海に生きる 海人の民族学』東京大学出版会 2013
- 『越境するコモンズ：資源共有の思想をまなぶ』臨川書店 2016
- 『魚と人の文明論』臨川書店 2017
- 『食の冒険: フィールドから探る』昭和堂 2018
- 『たたきの人類史』玉川大学出版部 2019

編著
- 『野生生物と地域社会：日本の自然とくらしはどうかわったか』昭和堂 2002
- 『図録メコンの世界：歴史と生態』平凡社 2007
- 『水と世界遺産：景観・環境・暮らしをめぐって』小学館 2007
- 『水と文明：制御と共存の新たな視点』昭和堂 2010
- 『日本の環境思想の基層：人文知からの問い』岩波書店 2012
- 『日本のコモンズ思想』岩波書店 2014

共編著
- 『生態人類学を学ぶ人のために』市川光雄・大塚柳太郎と共編、世界思想社 1995
- 『森はだれのものか?：アジアの森と人類の未来』日高敏隆と共編、昭和堂 2002
- 『東南アジアの森に何が起こっているのか：熱帯雨林とモンスーン林からの報告』市川昌広と共編、人文書院 2007
- 『人と魚の自然誌：母なるメコン河に生きる』黒倉寿との共編、世界思想社 2008
- 『水と環境 人と水 1』小松和彦・中村康夫と共編、勉誠出版 2010
- 『水と生活 人と水 2』小松和彦・中村康夫と共編、勉誠出版 2010
- 『水と文化 人と水 3』小松和彦・中村康夫と共編、勉誠出版 2010
- 『交錯する世界 自然と文化の脱構築』フィリップ・デスコーラと共著、京都大学学術出版会 2018
- 『海とヒトの関係学 ①日本人が魚を食べ続けるために』角南篤と共編著、西日本出版社 2019
- 『海とヒトの関係学 ②海の生物多様性を守るために』角南篤と共編著、西日本出版社 2019